# Aminopirimidna aminohidrolaza
Tiaminaza (EC 3.5.99.2, tiaminaza II, tenA (gen)) je enzim sa sistematskim imenom 4-amino-5-aminometil-2-metilpirimidin aminohidrolaza. Ovaj enzim katalizuje sledeću hemijsku reakciju
(1) 4-amino-5-aminometil-2-metilpirimidin + 2O {\displaystyle \rightleftharpoons } 4-amino-5-hidroksimetil-2-metilpirimidin + amonijak
(2) tiamin +H2O {\displaystyle \rightleftharpoons } 4-amino-5-hidroksimetil-2-metilpirimidin + 5-(2-hidroksietil)-4-metiltiazol
Ovaj enzim učestvuje u regeneraciji tiaminskog pirimidina.

## Literatura
- Nicholas C. Price; Lewis Stevens (1999). Fundamentals of Enzymology: The Cell and Molecular Biology of Catalytic Proteins (Third изд.). USA: Oxford University Press. ISBN 019850229X.
- Eric J. Toone (2006). Advances in Enzymology and Related Areas of Molecular Biology, Protein Evolution (Volume 75 изд.). Wiley-Interscience. ISBN 0471205036.
- Branden C; Tooze J. Introduction to Protein Structure. New York, NY: Garland Publishing. ISBN 0-8153-2305-0.
- Irwin H. Segel. Enzyme Kinetics: Behavior and Analysis of Rapid Equilibrium and Steady-State Enzyme Systems (Book 44 изд.). Wiley Classics Library. ISBN 0471303097.

## Spoljašnje veze
- Aminopyrimidine+aminohydrolase на 